# Honda Civic (2006)
La Honda Civic, presentata al salone dell'automobile di Francoforte del 2005 e prodotta dall'anno successivo, è l'ottava serie dell'omonima vettura di segmento C costruita dalla casa automobilistica giapponese Honda fino al 2011.

## Il contesto
Le differenze che distinguono la versione europea della Civic VIII da quella destinata ai mercati americano e giapponese sono molte: il modello europeo non condivide praticamente nulla con la Civic che viene venduta negli altri continenti, anzi si potrebbe dire che, tra le macrocomponenti che costituiscono la vettura, soltanto una parte dei motori a benzina è condivisa da tutte le versioni.

## La Honda Civic VIII EuDM (European Domestic Market)
Disegnata da Toshiyuki Okumoto e prodotta a Swindon, in Inghilterra, la versione europea della Civic di ottava generazione si presenta come la più innovativa a livello stilistico. Frontalmente la mascherina anteriore è sostituita da una copertura in perspex che, congiungendo i due fari, simula la presenza di un unico gruppo ottico, caratteristica ripresa anche per le luci posteriori, disegnate in modo analogo. Il motivo triangolare ricorre all'anteriore, per i fendinebbia, così come al posteriore per il doppio terminale di scarico. Il lunotto posteriore è diviso in due parti da un piccolo spoiler e il coperchio del tappo carburante è in plastica effetto metallo, entrambe caratteristiche che aumentano la sportività della vettura. Inoltre, nel modello a 5 porte, le maniglie delle porte posteriori sono nascoste all'estremità dei finestrini per creare l'illusione di una vettura a 3 porte.
Se si vuol avere una conferma del fatto che le maggiori critiche alla VII generazione della Honda Civic erano probabilmente da imputare alla linea troppo "monovolumeggiante", basta guardare all'impostazione stilistica che la Honda ha conferito alla nuova generazione: il design degli esterni, e ancor più quello degli interni, risulta innovativo e sportiveggiante.

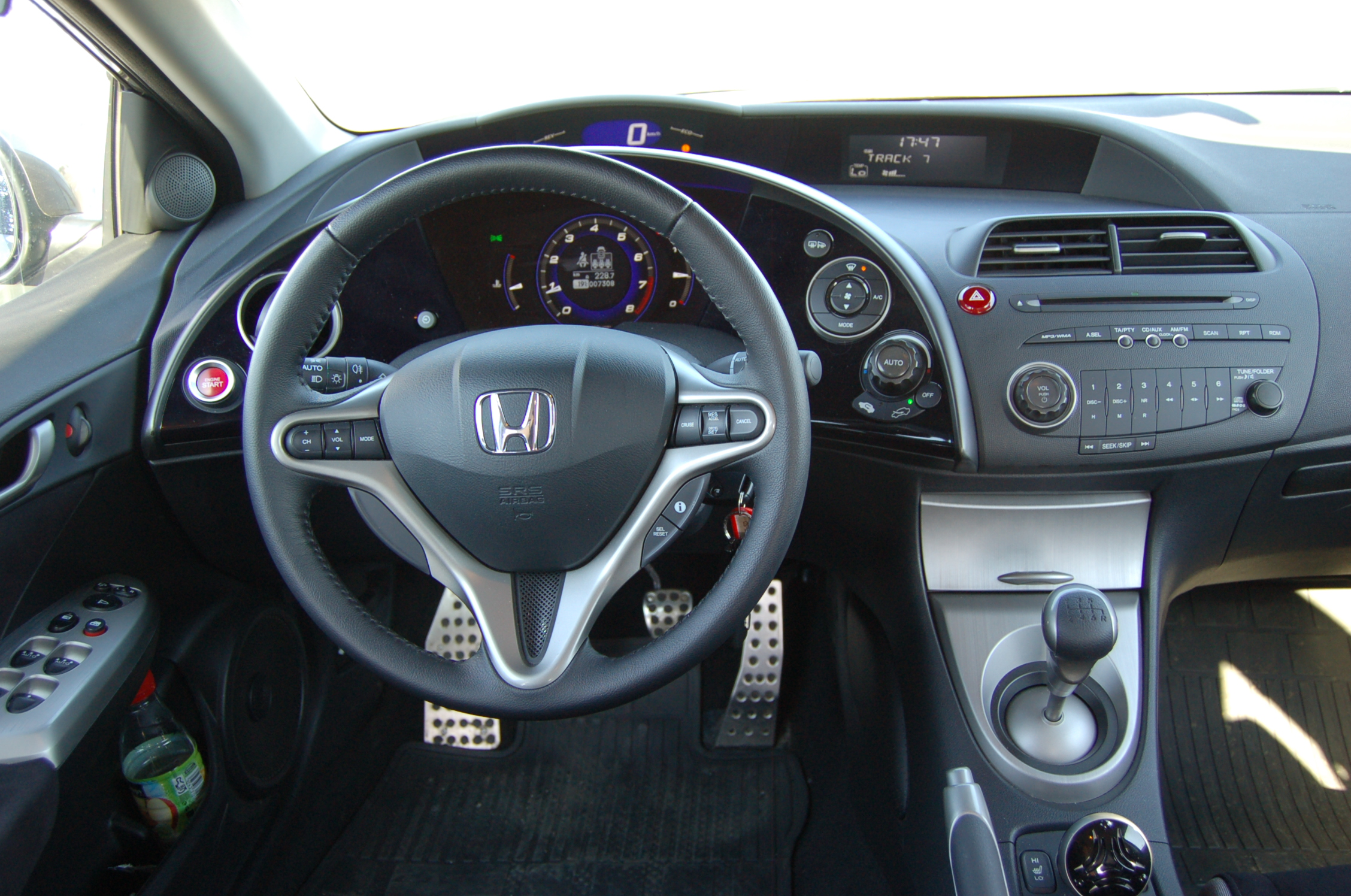
Abitacolo di una Honda Civic del 2006

Contribuiscono alla sensazione di sportività le dimensioni del corpo vettura che risulta essere più basso (1.460 mm, -35 rispetto alla VII), più corto (4.250 mm, -35 anche in questo caso) e più largo (1.770 mm, +65). A loro volta le carreggiate anteriore e posteriore vengono maggiorate, rispettivamente a 1.504 mm (+34 mm) e 1.510 mm (+45 mm). Gli spazi interni non sembrano risentire delle nuove dimensioni, anzi si presentano confortevoli e spaziosi, grazie anche ai molti vani portaoggetti presenti e a soluzioni innovative come i "magic seats", ossia i sedili posteriori con seduta sollevabile, in modo da creare un'ampia area di carico tra sedili anteriori e posteriori. Il bagagliaio inoltre presenta una capacità di 485 litri, valore di assoluto riferimento per il segmento C. Tale capacità è sicuramente permessa dal nuovo schema sospensivo. Per questa nuova generazione Honda aveva rinunciato infatti allo schema a quattro ruote indipendenti in favore di sospensioni MacPherson all'anteriore e di un inedito ponte torcente al posteriore, una doppia soluzione che ha il vantaggio di lasciare un maggior spazio a disposizione di organi meccanici e vano bagagli, nonché di ridurre i costi di produzione. D'altro lato il nuovo schema sospensivo riduce il potenziale sportivo della vettura, che non è più al livello delle generazioni precedenti, almeno a livello di maneggevolezza nel misto. Sebbene questa differenza non sia particolarmente apprezzabile nell'uso quotidiano (e anzi, faccia prevalere quelli che sono i vantaggi della nuova soluzione), ha lasciato la porta aperta a numerose critiche nei confronti della versione più sportiva, la Type R, che presentava, rispetto alla medesima versione della generazione precedente, un peso maggiore, sospensioni che favoriscono il sottosterzo e un motore praticamente invariato. Un chiaro esempio è dato dalla comparativa effettuata da Jeremy Clarckson nella puntata numero 6 dell'edizione 10 di Top Gear. Anche in molti altri confronti la nuova Type R non è stata ben giudicata, perché vista come un passo indietro, sportivamente parlando, rispetto alla vecchia versione (un esempio è su EVO magazine), e rispetto alla versione JDM, per il mercato interno giapponese, che conserva le sospensioni indipendenti.

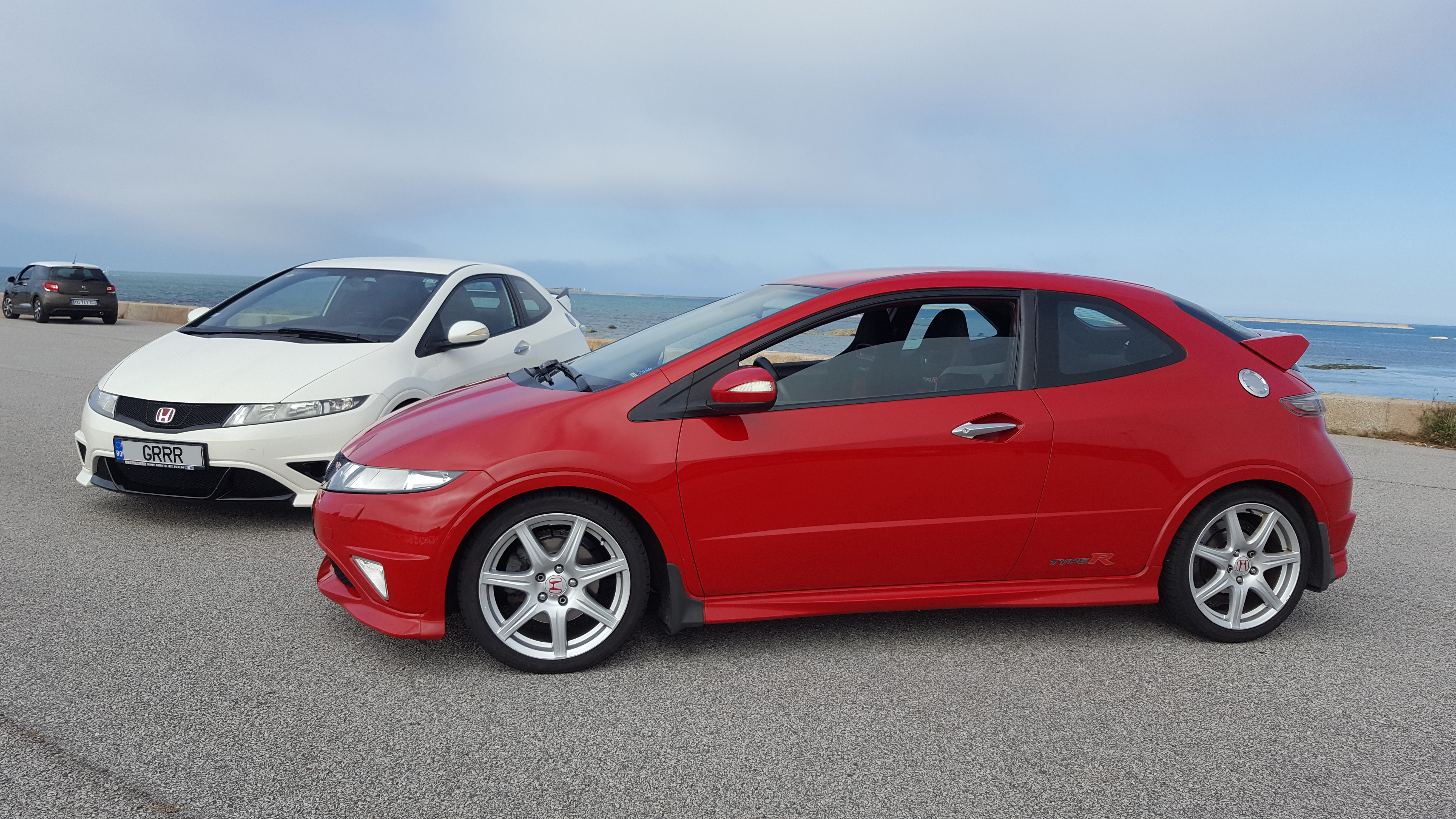
Honda Civic Type R (FN2)

La dotazione, di serie già molto ricca, prevedeva accessori come specchietti elettrici riscaldabili e ripiegabili elettricamente, tetto panoramico, aria condizionata bi-zona, fari allo xeno, lavafari, fari e tergicristalli automatici, sistema di navigazione GPS e vivavoce bluetooth con possibilità di controllo vocale. Inoltre, per la prima volta, la Civic era omologata per pneumatici da 18 pollici e sulla Type-R anche da 19 pollici. Il servosterzo era elettrico.
Anche questa serie di Civic è stata sottoposta ai crash test Euro NCAP nel 2006 totalizzando 4 stelle di valutazione. Lo stesso risultato è stato ribadito anche in un nuovo test del 2007. Nel 2009 tale ultimo test è stato ricalcolato in base ai nuovi metri di valutazione ed il risultato globale è stato portato alle 5 stelle di valutazione.
La Civic VIII generazione veniva proposta sul mercato in versione 5 porte (FK) e Type-S 3 porte (FN). 1.400 e 1.800 cm³ benzina, diesel (2.200 cm³). Le versioni sono siglate: FK1 (1.4 5p)- FN4 (1.4 3p) - FK2 (1.8 5p) - FN1 (1.8 3p) - FK3 (2.2 5p) - FN3 (2.2 3p). Vi è poi la versione sportiva a 3 porte, chiamata Type-R (2000 cm³) benzina, e la sigla che identifica quest'ultima è FN2.  Per tutte le versioni era previsto un cambio manuale a 6 marce. Per le motorizzazioni 1.4 e 1.8 a benzina era inoltre disponibile un cambio con trasmissione manuale robotizzata a 6 rapporti, chiamato i-SHIFT.
Nel marzo del 2008 Honda ha proceduto a richiamare 80.000 Civic di ottava generazione a causa di un potenziale difetto relativo al freno a mano.

### Facelift 2009

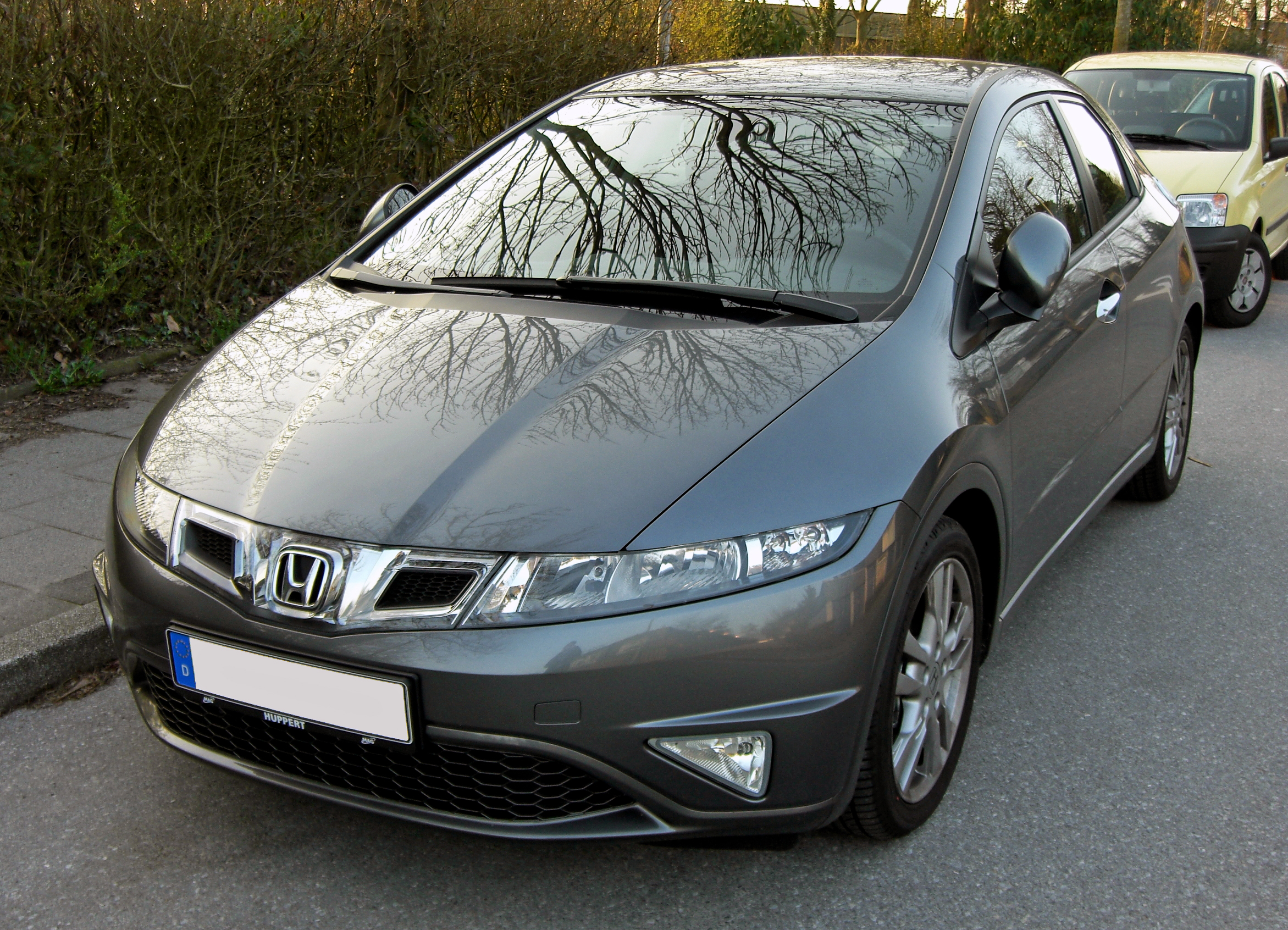
Facelift 2009

La versione Europea della Civic VIII ha ricevuto un leggero restyling nel 2009. La principale modifica riguardava il nuovo design della mascherina frontale che presentava ora due griglie di colore nero. Il modello Type S ha ricevuto invece una mascherina simile a quella del modello Type R, senza però lo stemma rosso. Cambiamenti minori interessavano anche i fari posteriori, il paraurti posteriore e gli interni. A livello di motorizzazioni, l'entry-level 1.4 i-DSI veniva rimosso dalla gamma per essere sostituito dal più potente 1.4 i-VTEC erogante 99 cv e disponibile anche con una nuova versione del cambio i-SHIFT.

### Facelift 2011

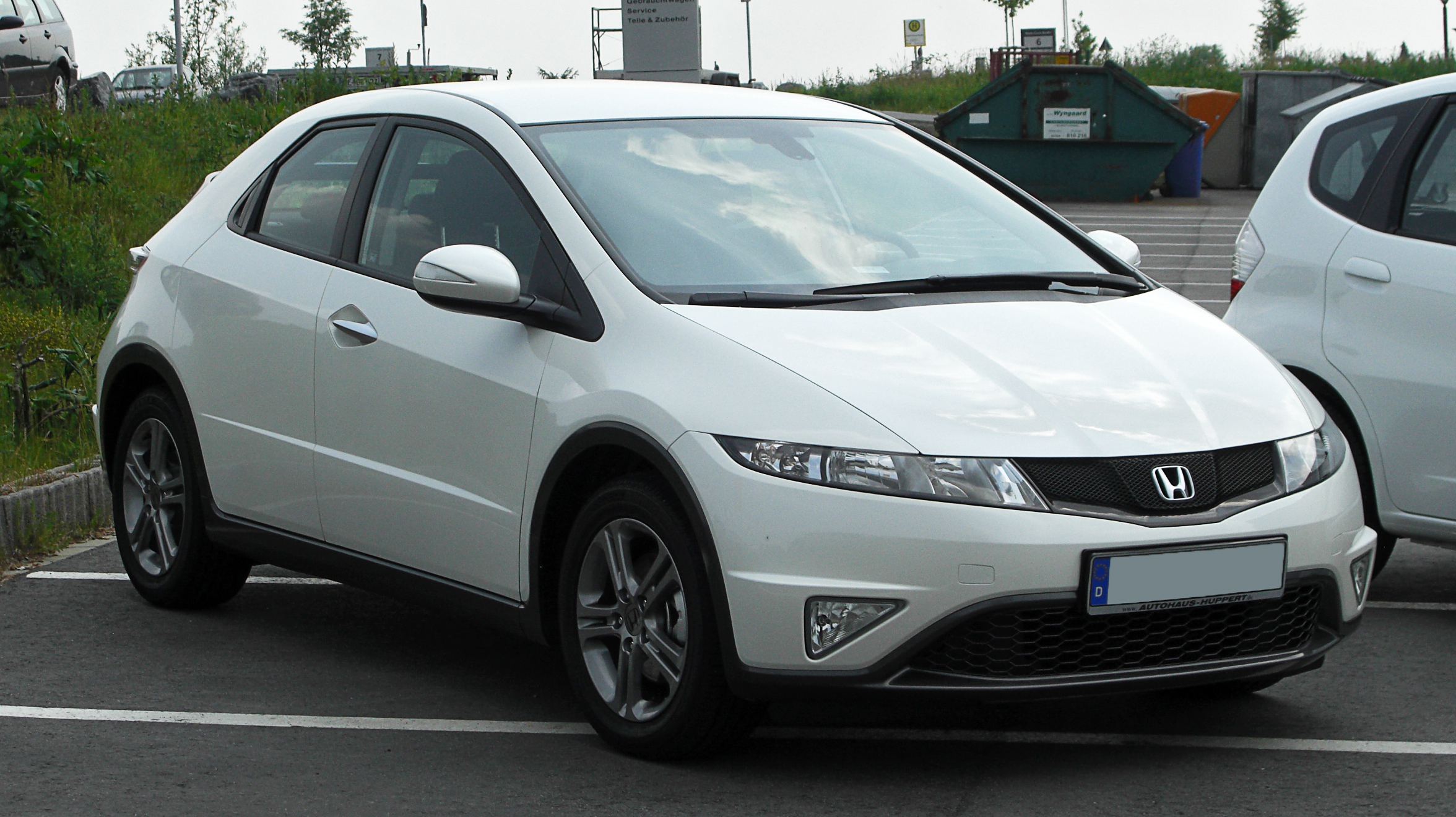
Facelift 2011

Nel 2011 la vettura ha subito un ulteriore restyling: la mascherina del modello Type S (2009) fu estesa a tutta la gamma e furono inoltre introdotti nuovi cerchi in lega di serie, minigonne laterali, in tinta con la carrozzeria, per il modello Type S e una nuova colorazione "bronzo ionizzato" per la carrozzeria. Per quanto riguarda gli interni, furono introdotti nuovi sedili in pelle o in pelle/alcantara, in base all'allestimento.

### Motorizzazioni
| Modello    | Motore | Cilindrata cm³ | Potenza                   | Coppia                       | 0–100 km/h, s | Velocità max (Km/h) | Consumo medio (Km/l) |
| 1.4 i-DSI  | L13A7  | 1.339          | 61 kW (83 CV)@5.700 rpm   | 119 N·m (12,9 kgm)@2.800 rpm | 14,6          | 170                 | 17                   |
| 1.4 i-VTEC | L13Z1  | 1.339          | 73 kW (99 CV)@6.000 rpm   | 127 N·m (12,9 kgm)@4.800 rpm | 13,0          | 177                 | 16,9                 |
| 1.8 i-VTEC | R18A   | 1.799          | 103 kW (140 CV)@6.300 rpm | 174 N·m (17,7 kgm)@4.300 rpm | 8,9           | 205                 | 15,2                 |
| 2.0 Type-R | K20Z4  | 1.998          | 148 kW (201 CV)@7.800 rpm | 193 N·m (19,7 kgm)@5.600 rpm | 6,6           | 235                 | 11,0                 |
| 2.2 i-CTDi | N22A2  | 2.204          | 103 kW (140 CV)@4.000 rpm | 339 N·m (34,6 kgm)@2.000 rpm | 8,6           | 205                 | 19,6                 |

## La Honda Civic VIII JDM ed asiatica

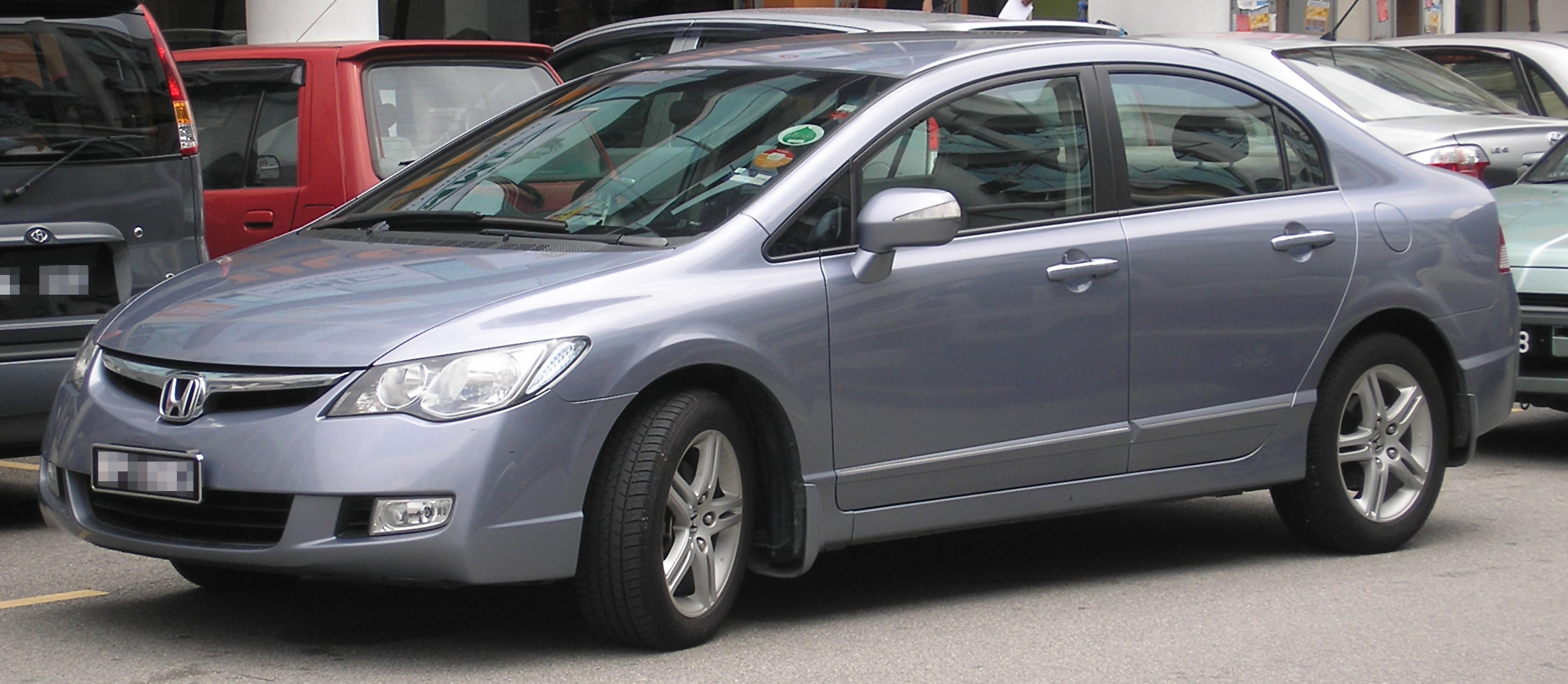
Anteriore della versione berlina a 4 porte

Per il mercato interno giapponese (JDM: Japanese Domestic Market) e per quelli sud coreano, taiwanese, indiano, pakistano, medio orientale, Australiano, russo e sudafricano presenta una carrozzeria a tre volumi simile alla versione Civic IMA diffusa anche in Europa. È la prima volta che la Civic si presenta sul mercato interno senza la configurazione a due volumi e questo evidenzia quanto sia mutata la filosofia dell'auto, ormai fattasi berlina media, in favore della più compatta Honda Fit (in Europa Honda Jazz).

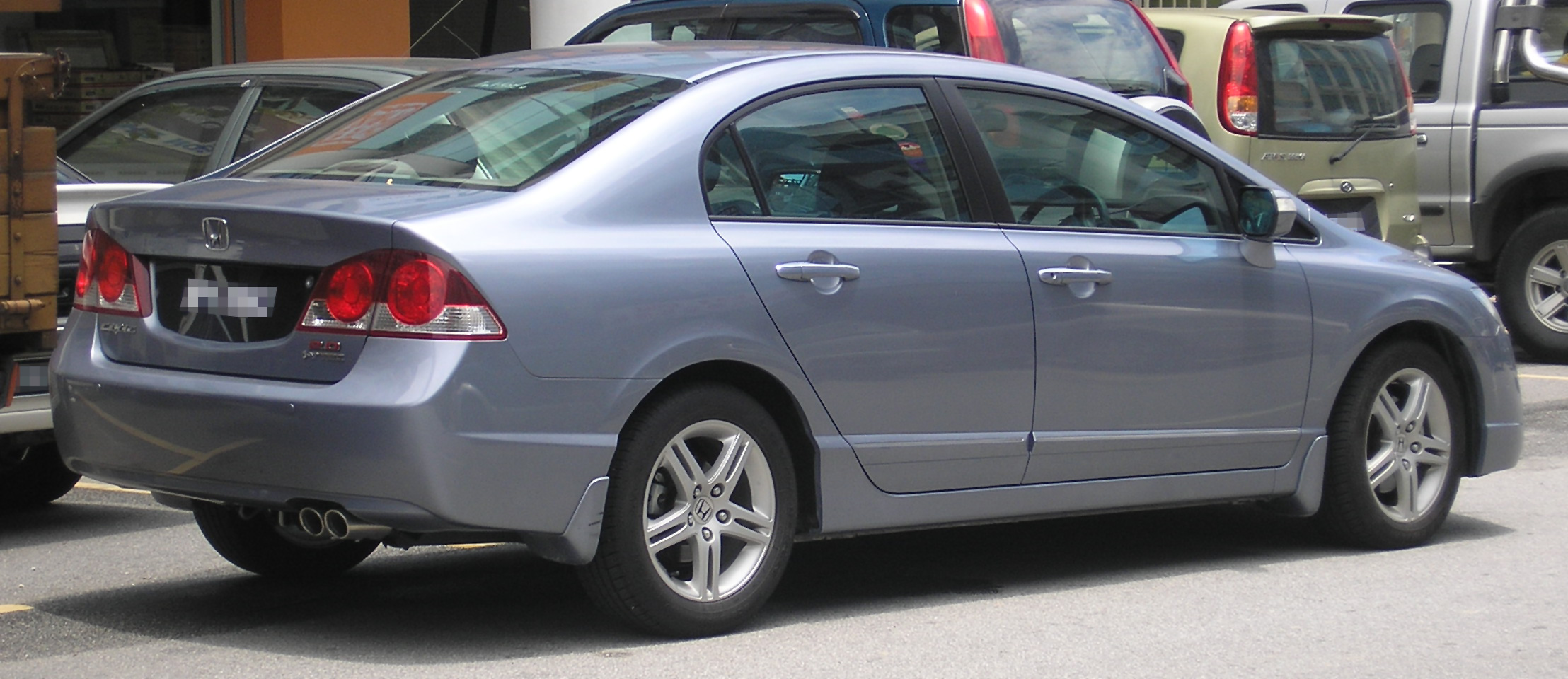
Posteriore della versione berlina a 4 porte

Gli interni sono praticamente identici a quelli della versione europea (naturalmente con i comandi di guida spostati sulla destra sui dovuti mercati): i display sono sistemati su due livelli e il volante sportivo a tre razze è di serie. Al centro è situato lo schermo del navigatore satellitare.
A livello di autotelaio segnano una grande differenza, in fatto di stabilità, le sospensioni posteriori indipendenti in luogo del ponte torcente montato sulla versione europea. Questo permette alla Civic giapponese di soffrire di un minore sottosterzo e agevolare quindi la dinamicità dell'auto nel misto veloce.
In Israele, Sudafrica, Australia e Irlanda, sono disponibili sia la versione berlina giapponese sia la versione a 5 porte europea.
La Civic JDM viene commercializzata in forma pressoché invariata anche in Europa con motorizzazione ibrida: è questa la Civic Hybrid, seconda generazione della Honda Civic IMA.
Sempre la Civic JDM viene commercializzata in Canada sotto il nome di Acura CSX.
Il motore di 1,8l da 140 CV e il 1,3l utilizzato sulla versione IMA sono gli stessi R18A e L13A diffusi in Europa. A questi si aggiungono due altri motori:
- il K20Z2 (montato invece sulla Accord europea): produce 157 CV a 6200 rpm e 188 Nm di coppia a 4500  rpm. Così come per l'R18A, può essere equipaggiato con il cambio robotizzato i-Shift;
- l'R16A (versione dalla corsa ridotta rispetto all'R18A): è presente soltanto nei mercati di Singapore, Cina ed Egitto ed è stato ideato per rientrare in una classe economica favorevole rispetto alla versione di 1,8l senza per forza dover scendere alle prestazioni dell'L13A. Questo motore produce 92 kW a 6200  rpm e 152 N·m a 4200  rpm.

La Type-R giapponese monta un motore diverso dalla Type-R europea: l'unità K20A capace di 225 CV a 8000  rpm.

### Motorizzazioni
| Modello    | Motore | Cilindrata cm³ | Potenza                   | Coppia                       | 0–100 km/h, s | Velocità max (Km/h) | Consumo medio (Km/l) |
| 1.6 i-VTEC | R16A   | 1.590          | 92 kW (125 CV)@6.500 rpm  | 152 N·m (15,5 kgm)@4.200 rpm | -             | -                   | -                    |
| 1.8 i-VTEC | R18A   | 1.799          | 103 kW (140 CV)@6.300 rpm | 174 N·m (17,7 kgm)@4.300 rpm | -             | -                   | -                    |
| 2.0 i-VTEC | K20Z2  | 1.998          | 114 kW (155 CV)@6.000 rpm | 188 N·m (19,2 kgm)@4.500 rpm | -             | -                   | -                    |
| 2.0 Type-R | K20A   | 1.998          | 165 kW (224 CV)@8.000 rpm | 215 N·m (21,9 kgm)@6.100 rpm | -             | -                   | -                    |

## Honda Civic USDM

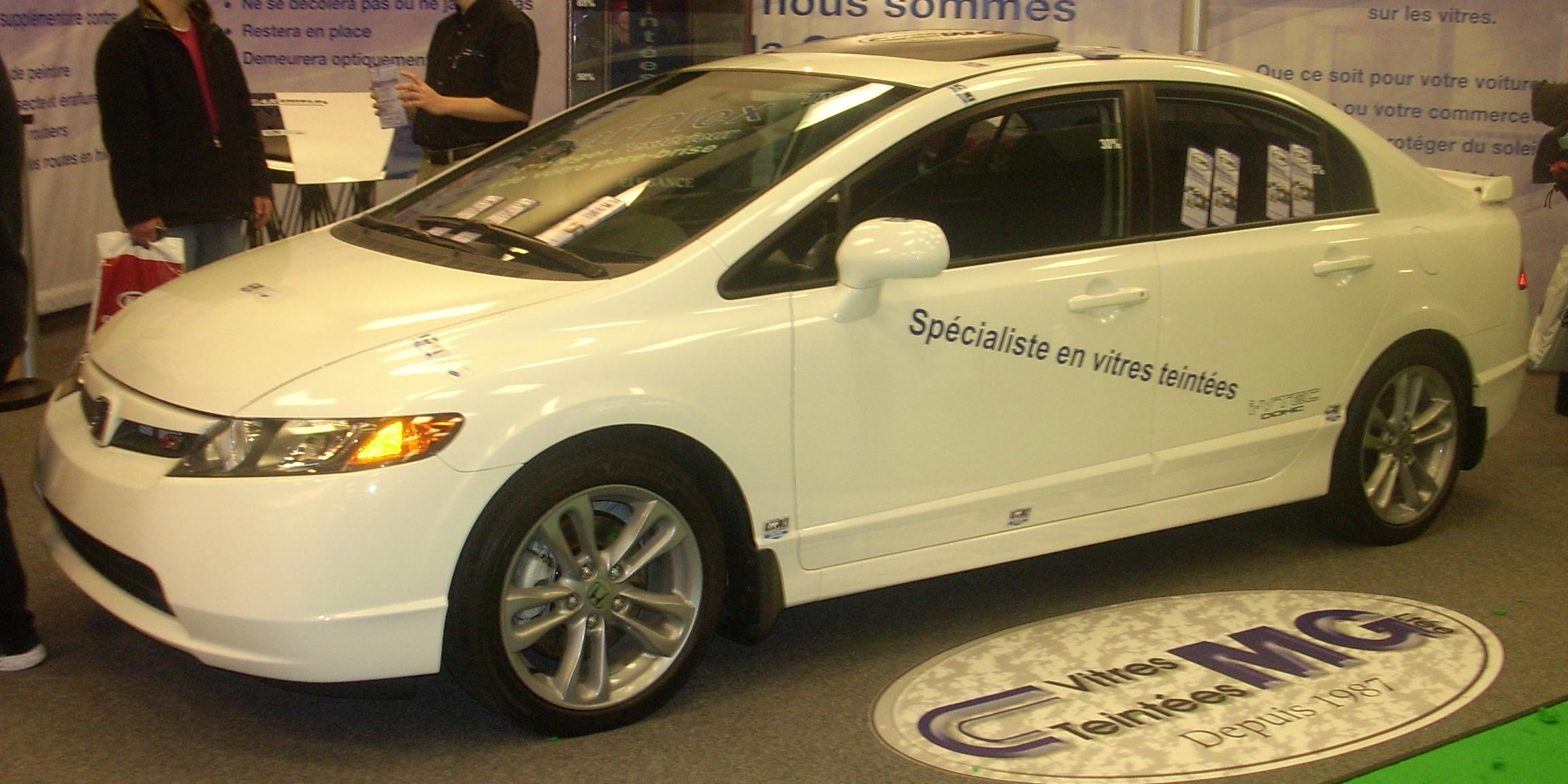
La Civic USDM

Benché rappresenti una definizione incompleta, la Honda Civic VIII USDM potrebbe essere brevemente e facilmente indicata come un restyling estetico della Civic JDM. In realtà le differenze tra le due versioni vanno al di là del puro design: cambia la gamma motori ed anche gli allestimenti disponibili sono differenti.
Dall'esterno la cosa che si può apprezzare maggiormente è la differenziazione effettuata nei gruppi ottici: anteriormente Honda ha puntato su un contorno fari dalla forma più semplice, mentre al posteriore ne ha modificato la forma verso una soluzione molto simile a quella che ha caratterizzato l'Audi A4 B7 (ossia la versione commercializzata dal 2005 al 2008). Per il resto il corpo vettura è praticamente immutato rispetto alla Civic JDM. Anche in questo caso gli interni sono praticamente invariati.

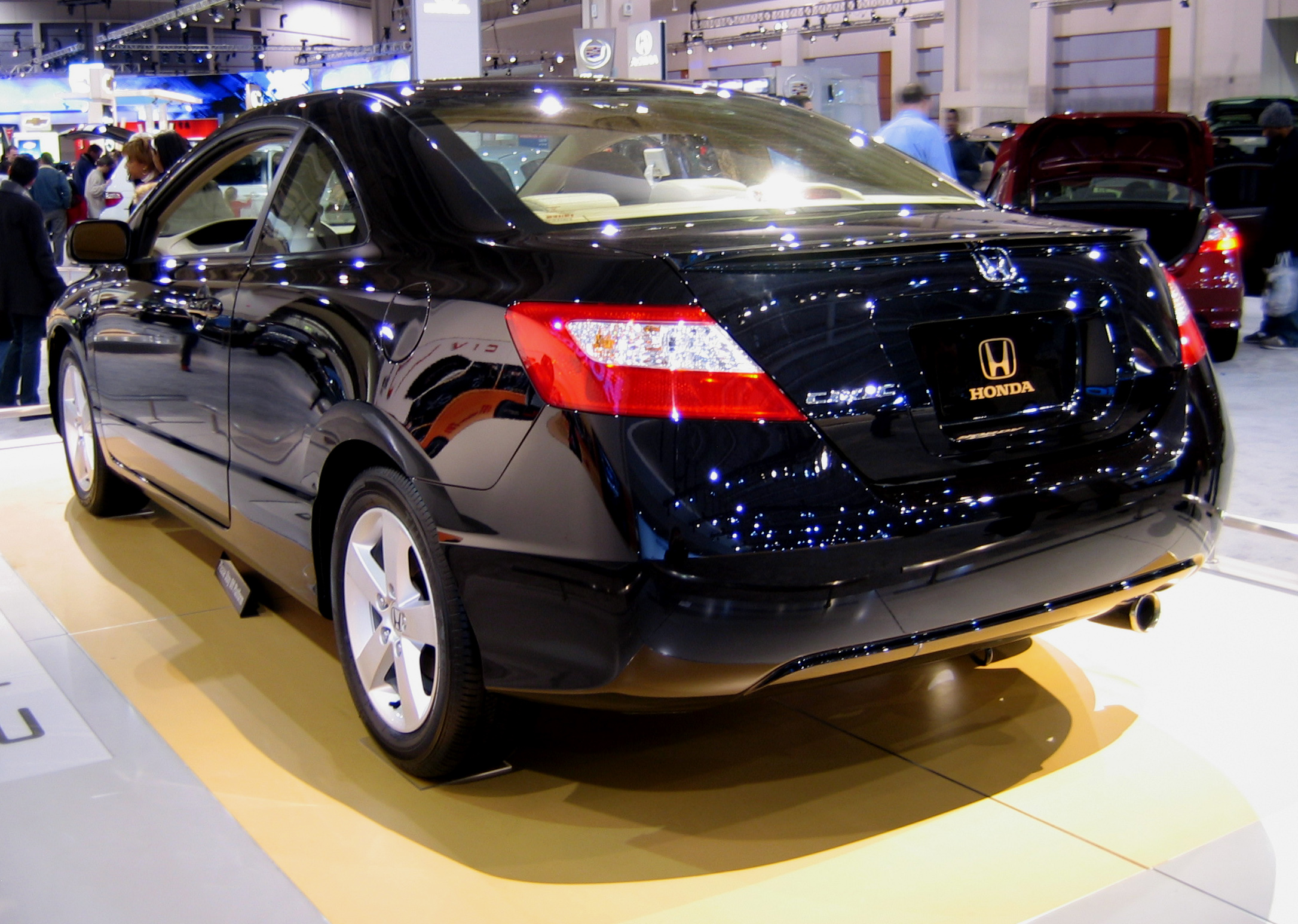
Il posteriore della versione coupé USDM

Qualche mese più tardi, rispetto alla versione berlina, ha debuttato negli USA anche una inedita versione coupé, disponibile con due motorizzazioni benzina. Il più potente dei due caratterizza la versione Si che, pur disponendo di un'unità molto simile alla Type-R europea, non si fregia della stessa denominazione.
Nel corso del 2007 è entrata in commercio sul mercato USA anche la medesima versione sportiva della Civic sedan, denominata anch'essa Honda Civic Si. Questa è stata seguita poi, nell'ottobre dello stesso anno, dalla versione Mugen Si prodotta in tiratura limitata di 1000 esemplari che, a dispetto della grande fama a livello motoristico di cui gode la Mugen Motorsport), rappresenta di fatto non più che una semplice caratterizzazione estetica della normale Si sedan.

### Motorizzazioni
Le motorizzazioni disponibili sono tre, di cui due a benzina e una a gas naturale, più la versione ibrida IMA.
| Modello    | Motore | Cilindrata cm³ | Potenza                   | Coppia                       | 0–100 km/h, s | Velocità max (Km/h) | Consumo medio (Km/l) |
| 1.8 i-VTEC | R18A   | 1.799          | 103 kW (140 CV)@6.300 rpm | 174 N·m (17,7 kgm)@4.300 rpm | 8,9           | 205                 | 15,2                 |
| 1.8 GX NGV | R18A   | 1.799          | 84 kW (114 CV)@6.300 rpm  | 148 N·m (15,1 kgm)@4.300 rpm | -             | -                   | -                    |
| 2.0 Si     | K20Z3  | 1.998          | 146 kW (198 CV)@7.800 rpm | 188 N·m (19,2 kgm)@6.100 rpm | -             | -                   | -                    |